# Charles Behlen Sons’ Company
Charles Behlen Sons’ Company war ein US-amerikanischer Hersteller von Kutschen. Es gibt auch die Schreibweise Charles Behlen’s Sons Company.

## Unternehmensgeschichte
Charles Behlen gründete das Unternehmen in den 1840er Jahren in Cincinnati in Ohio zur Kutschenherstellung. Seine Söhne waren zumindest später ebenfalls im Unternehmen tätig. 1909 leitete George Behlen das Unternehmen. In dem Jahr wurden einige Automobile gefertigt. Der Markenname lautete Behlen. Es ist nicht bekannt, wann das Unternehmen aufgelöst wurde.

## Fahrzeuge
Im Angebot stand nur ein Modell. Es hatte einen Vierzylindermotor. Er war mit 24/30 PS angegeben. Die Motorleistung wurde über eine Kardanwelle an die Hinterachse übertragen. Das Fahrgestell hatte 259 cm Radstand. Der Neupreis lag bei 1500 US-Dollar. Zum Vergleich: Das schwächere Ford Modell T kostete in dem Jahr 850 Dollar als fünfsitziger Tourenwagen.